# C/2020 A2 (Iwamoto)
C/2020 A2 (Iwamoto) — гіперболічна комета, яка була відкрита 8 та 13 січня 2020 року; була 12.8m і 14.5m на час відкриття. Абсолютна величина комети разом з комою становить 14.6m.